# Benoît Roberge (acteur canadien)
 (mai 2023).
Si vous disposez d'ouvrages ou d'articles de référence ou si vous connaissez des sites web de qualité traitant du thème abordé ici, merci de compléter l'article en donnant les références utiles à sa vérifiabilité et en les liant à la section « Notes et références ».
Pour les articles homonymes, voir Roberge.
Benoit Roberge est un chroniqueur, scénariste et comédien québécois. Il est titulaire d’un baccalauréat en littérature française de l'Université Laval.

## Biographie
Benoît Roberge est né en 1972 à l'Ancienne-Lorette sur la rue Chantelle. Sa mère se nomme Colette Déry et son père Jean Roberge. il est le deuxième enfant du couple et aussi le dernier.
On peut le voir depuis 2007, en rôle principal, dans des capsules humoristiques diffusées sur le web. Il y incarne un trentenaire intellectuel, anxieux et presque névrotique dans son besoin de plaire aux autres, surtout aux femmes. Ces capsules ont remporté un franc succès. Après la sortie du film homonyme, qui n'a pas reçu l'attention escomptée, les capsules, dont on avait cessé la production, ont repris de plus belle. On y voit Roberge et Stéphane Deblois (incarné par Stéphane E. Roy) partir tenter leur chance à Paris, persuadés qu'ils sont de n'être pas prophètes en leur pays.
À l'hiver 2008, Roberge participe avec Mélanie Charbonneau à l'émission Fais ça court! pour laquelle il a coécrit et coréalisé trois courts-métrages de deux minutes. 
À l'été 2008, il coécrit et joue aux côtés de Jean-Michel Dufaux et Stéphane E. Roy dans le film Le cas Roberge inspiré des personnages des capsules diffusées sur le site du même nom.
À l'été 2009, il coécrit KARV l'anti-gala 2009, animé par Stéphane Bellavance.
Il est l’auteur du roman Éparpillé, parut en septembre 2010 aux éditions Les Malins
Depuis l'été 2011, Benoît Roberge paraît dans l'émission Sur le pouce sur la chaîne Évasion, émission dans laquelle il fait le tour du Québec à la recherche des meilleurs petits restos (Casse-croûtes, pizzerias, stands à patates, etc.).
À l'automne 2011, il commence, en France, le tournage de l'émission Benoit Le Bienheureux pour la diffusion de 2012 sur Évasion mais aussi diffusée, à partir de 2013, sur RMC Découverte. Documentaire culturel, gastronomique et œnologique de 45 minutes au cours de laquelle Benoit fait le tour des maisons d'hôtes dans le sud de la France, visites qu'il ponctue de remarques légères et non dénuées d'humour.

## Filmographie

### Télévision
Reporteur/chroniqueur/animateur
- 1996-97 : Salut Bonjour week-end, chroniqueur
- 2000 : Pré-Gala Juste pour rire, coanimateur
- 2001-02 : Les choix de Sophie, chroniqueur
- 2002 : Europe Express, coanimateur
- 2003 : Soleil Express, coanimateur / réalisateur / caméraman
- 2004 : Fun noir, reporter
- 2004 : Merci Bonsoir!, chroniqueur
- 2004-05 : Têtes à Kat, chroniqueur
- 2005 : Des vertes et des pas mûres, reporter
- 2006-07 : Caféine, chroniqueur
- 2011- : Sur Le Pouce, animateur
- 2011- : Benoit Le Bienheureux, animateur
- 2015-16 : Benoit à la plage, animateur[2]
- 2017- : Un québécois à Paris, animateur
- 2017- : Ben & Breakfast, animateur
- 2018- : Tout un festival, animateur
- 2019- : Benoit le villageois, animateur
- 2020- : Quand Benoît est là, animateur
- 2022- : Benoît chez les Belges, animateur
- 2022- : Tour de thaï, co-animateur avec Jean-Michel Dufaux
- 2023- : Tadam Vietnam, co-animateur avec Jean-Michel Dufaux

Concepteur/scripteur
- 2001 : Réal-IT, scripteur
- 2003-04 : Facteur de risque I et II, scripteur
- 2004-06 : Têtes à Kat, scripteur
- 2006-07 : Loft story III et IV, concepteur-scripteur
- 2007-08 : Frank vs Girard I-II et III, scénariste, scripteur et réalisateur (ép. 2 et 10)

### Internet
- 2007 : Capsule Le cas Roberge, comédien, coauteur et coproducteur

### Cinéma
- 2008 : Le cas Roberge, comédien et coauteur

### Roman
- 2010 : Éparpillé, Éditions Les Malins
- 2020 : Nos traversées, Coauteur avec Marie Samson, Les éditions de l'homme